# Syg og munter
Syg og munter er titlen på en roman fra 1972 af Sven Holm. Romanen var forlæg for et tv-spil med samme titel fra 1974. Tv-spillet havde Jørgen Ryg og Sigrid Horne Rasmussen i hovedrollerne. 